# 洛兰卡德塔胡尼亚
洛兰卡德塔胡尼亚，是西班牙卡斯蒂利亚-拉曼恰瓜达拉哈拉省的一个市镇。总面积37平方公里，总人口350人（2001年），人口密度9人/平方公里。